# カール・オリヴェクローナ
カール・オリヴェクローナ（Karl Olivecrona、1897年10月25日 - 1980年）は、スウェーデンの法学者、弁護士。

## 人物
1915年から1920年にかけてウプサラ大学で学び、ウプサラ・リアリズム法学の創始者であるアクセル・ヘーガーシュトレームに師事。デンマークのアルフ・ロスと並んでスカンジナビア法理論におけるリアリズム法学的潮流を作り上げた。

## 思想
法を心理的事実に還元することで、その実在性を否定する、というのが北欧のリアリストの基本的主張である。テオドール・ガイガーやロスが、法の拘束力ないし妥当性は経験的事実に還元して把握できるとしたのに対して、オリヴェクローナは、法の拘束力は違法行為に制裁が課せられるという事実と同一ではなく、人々の心の中の観念としてのみ存在する心理的事実であって、それに対応する事実は現実世界に存在しないとした。
彼の主張は、師ヘーガーシュトレームの「共同幻想論」をより洗練させたもので、法の文言が感覚器を通じて反復されることで内面化されれば、人は強制を伴わずとも法に服従する、といった心理的メカニズムによって法の拘束力を説明するものであった。

## 主な著作
- Law as Fact (London: Oxford University Press, 1939)
- England eller Tyskland (1940)
- "Is a Sociological Explanation of Law Possible?", Theoria (1948)
- The Problem of the Monetary Unit (1957)
- Law as Fact, 2nd edn. (London: Steven & Sons, 1971) (ISBN 0-420-43250-7)
- "Locke's Theory of Appropriation", Philosophical Quarterly (1974)
- "Appropriation in the State of Nature: Locke on the Origin of Property", Journal of the History of Ideas (1974)

## 翻訳
- （碧海純一・太田知行・佐藤節子）『事実としての法』（勁草書房，1969年）
- （安部浜男）『法秩序の構造―経験法学としての―』（成文堂，1973年）